# Nikita Sosznikow
Nikita Dmitrijewicz Sosznikow, ros. Никита Дмитриевич Сошников (ur. 14 października 1993 w Niżnym Tagile) – rosyjski hokeista, reprezentant Rosji.
Jego brat Artiom (ur. 1997) także został hokeistą.

## Kariera
- Mytiszczinskie Atłanty (2010-2011)
- Atłanty Mytiszczi (2011-2013)
- Atłant Mytiszczi (2013-2015)
- Buran Woroneż (2013/2014)
- Toronto Maple Leafs (2015-2018)
- Toronto Marlies (2015-2018)
- St. Louis Blues (2018-2019)
- San Antonio Rampage (2018/2019)
- Saławat Jułajew Ufa (2019-2020)
- CSKA Moskwa (2020-2021)
- Awangard Omsk (2021-2022)
- New York Islanders (2022)
- Bridgeport Islanders (2022)

Wychowanek Sputnika Niżny Tagił. W KHL Junior Draft z 2010 został wybrany przez Atłant Mytiszczi. Od tego czasu przez trzy sezony rozwijał karierę rozwijał w zespołach z Mytiszczi w juniorskich rozgrywkach MHL. Od 2013 do 2015 przez dwa sezony w barwach Atłanta grał w seniorskich rozgrywkach KHL. W marcu 2015 podpisał kontrakt wstępujący z kanadyjskim klubem Toronto Maple Leafs w rozgrywkach NHL. W jego barwach grał w trzech kolejnych sezonach NHL, jednocześnie występując w drużynie farmerskiej w rozgrywkach AHL. W lutym 2018 został przetransferowany do amerykańskiego zespołu St. Louis Blues, gdzie w czerwcu tego roku przedłużył kontrakt o rok. W czerwcu 2019 ogłoszono jego transfer do Saławatu Jułajew Ufa. Pod koniec listopada 2020 został przetransferowany z Saławata do CSKA Moskwa w toku wymiany za Michaiła Naumienkowa. Od października 2021 zawodnik Awangarda Omsk. We wrześniu 2022 podpisał roczny kontrakt z New York Islanders z NHL. Zagrał w trzech spotkaniach, po czym w listopadzie 2022 został umieszczony na liście waivers i następnie występował w zespole Bridgeport Islanders w lidze AHL. W grudniu 2022 jego kontrakt z NYI został rozwiązany,
W barwach reprezentacji seniorskiej Rosji uczestniczył w turnieju mistrzostw świata edycji 2018.

## Sukcesy
Klubowe
- Mistrzostwo dywizji AHL: 2016 z Toronto Marlies
- Mistrzostwo w sezonie regularnym: 2016 z Toronto Marlies
- F.G. „Teddy” Oke Trophy: 2016 z Toronto Marlies
- Frank Mathers Trophy: 2016 z Toronto Marlies

Indywidualne
- MHL (2012/2013):
  - Najlepszy napastnik miesiąca – grudzień 2012
  - Mecz Gwiazd MHL
  - Drugie miejsce w klasyfikacji strzelców w sezonie zasadniczym: 38 goli[11]
    - Drugie miejsce w klasyfikacji strzelców zwycięskich goli meczowych w sezonie zasadniczym: 8 goli[12]

  - Piąte miejsce w klasyfikacji kanadyjskiej w sezonie zasadniczym: 72 punkty[13]
  - Piąte miejsce w klasyfikacji +/- w sezonie zasadniczym: +44[13]
- KHL (2019/2020):
  - Mecz Gwiazd KHL
  - Najlepszy napastnik tygodnia – 28 września 2019[14], 25 listopada 2019[15], 17 lutego 2020[16]
  - Najlepszy zawodnik tygodnia – 19 lutego 2020[17]
  - Trzecie miejsce w klasyfikacji strzelców w sezonie zasadniczym: 27 goli[18]
    - Piąte miejsce w klasyfikacji strzelców zwycięskich goli meczowych w sezonie zasadniczym: 6 goli[19]
- KHL (2021/2022):
  - Trzecie miejsce w klasyfikacji minut kar w fazie play-off: 31